# حفلة تنكرية (فلم 2012)
حفلة تنكرية (بالكورية: 광해, 왕이 된 남자) هو فيلم كوري جنوبي من بطولة لي بيونغ هون، وريو سونغ ريونغ وهان هيو جوو. عرض الفيلم في 13 سبتمبر 2012.

## روابط خارجية
- مقالات تستعمل روابط فنية بلا صلة مع ويكي بيانات